# دایان ارپلدینگ
دایان ارپلدینگ (به انگلیسی: Diane Erpelding) (زادهٔ ۱۴ مارس ۱۹۸۲ میلادی) یک سوارکار زن رشتهٔ درساژ اهل کشور لوکزامبورگ است. وی به نمایندگی از کشور لوکزامبورگ در بازی‌های جهانی سوارکاری ۲۰۱۴ و همچنین دو دوره از مسابقات قهرمانی درساژ اروپا شرکت داشت. (در سالهای ۲۰۱۳ و ۲۰۱۵)
بهترین نتیجه او در مسابقات قهرمانی درساژ اروپا ۲۰۱۳ ردهٔ چهاردهمی درساژ تیمی بوده‌است که در هرنینگ برگزار می‌شد. بهترین نتیجهٔ انفرادی او نیز در مسابقات قهرمانی درساژ اروپا ۲۰۱۵ آخن ردهٔ ۵۴ بود.